# Чжэн Чаолинь
Чжэн Чаоли́нь (кит. упр. 郑超麟, пиньинь Zhèng Chāolín) — китайский троцкист, оппозиционер. Арестовывался режимом Чан Кайши, а затем в маоистской КНР за левотроцкистские взгляды в 1952 году. Провёл в заключении в общей сложности 34 года, за что его сравнивали с Луи Огюстом Бланки. Выпущен на свободу в 1979 году.

## Биография
Чжэн Чаолин родился в уезде Чжанпин в провинции Фуцзянь в 1901 году, получил традиционное китайское образование. В 1919 году он отправился во Францию в рамках Рабочего учебного движения (в рамках которого молодые китайские студенты финансировали свои исследования, работая неполный рабочий день во французской промышленности). В это время юноша оказывается под влиянием западных идей, особенно влияние на него оказывает русская революция. В результате он постепенно отказался от своей привязанности к философии Конфуция и Мэнцзы, Лао Цзы и Чжуан Цзы и обратился к идеям, которые активно пропагандировались Чэнь Дусю и его сподвижниками. Вскоре после этого он стал интересоваться марксизмом.
В июне 1922 года, когда молодые китайские марксисты, проживающие в Европе, провели встречу в Париже, где они создали «Коммунистическую партию молодежи», Чжэн Чаолин был одним из восемнадцати делегатов, другими делегатами были Чжоу Эньлай, Чжао Шиянь, Дэн Сяопин и Инь Куан. В 1923 году он был отправлен в СССР для обучения в Коммунистическом университете трудящихся Востока.
В июле 1924 года, когда Коммунистическая партия Китая остро нуждалась в кадрах из-за быстрого развития революционной ситуации в Китае, его отправили обратно в Китай с Чэнь Яньняном и другими. Он работал в отделе пропаганды ЦК, редактировал газеты коммунистической партии, составлял внутренние учебные материалы и материалы внешней пропаганды и переводил работы Николая Бухарина. С 1925 по 1927 год, когда китайская революция усилилась, он принял участие в Движении 30 мая и во втором и третьем рабочих восстаниях в Шанхае.
После переворота Чан Кайши 12 апреля 1927 года Чжэн следует за Центральным Комитетом Коммунистической партии Китая в Ухань, где он участвует в Пятом съезде партии. После Конгресса он был назначен начальником отдела пропаганды провинциального комитета провинции Хубэй. После окончательного поражения коммунистической революции он принял участие в знаменитой Конференции 7 августа и вскоре после этого тайно вернулся в Шанхай с новым Центральным Комитетом и взял на себя руководство новой партийной газеты в качестве главного редактора.
После того, как коммунисты пришли к власти в 1949 году, Чжэн все еще проживал в Шанхае. Он был арестован 22 декабря 1952 года и без судебного разбирательства оставался в тюрьме до июня 1979 года. В последнем году Amnesty International объявила Чжэна узником совести, и новое руководство КНР наконец выпустило его и ещё одиннадцать выживших троцкистов из заключения.
Как единственного живого участника Конференции 7 августа его пригласили посетить место её проведения (Ухань) и даже признали членом политического консультативного совета Шанхая, однако продолжали клеймить «контрреволюционером». Он неоднократно подавал запросы к съездам КПК о реабилитации репрессированных троцкистов и признания неправомерности их преследования. Он также продолжал много писать, однако его политико-публицистические произведения в КНР печатать отказывались (только издали мемуары ограниченным тиражом для «внутреннего пользования» и переиздали его перевод «Воскресших богов» Мережковского).